# ファイヤープロレスリングA
ファイヤープロレスリングA（エース）は、株式会社スパイクより2001年3月21日に発売されたゲームボーイアドバンス用ソフト。北米では『Fire Pro Wrestling』のタイトルで販売された。

## 概要
システム面のベースはプレイステーション版のファイヤープロレスリングGだが、GBAのボタンの数の関係から正面とバックからの組み技の装備数がそれぞれ1スロットずつ削減された。
ランダムに登場する10人の選手達と連続で戦うクイックな勝ち抜き戦モード「サバイバルマッチ」と、観客の満足度を利用したミッションモード「オーディエンスマッチ」を新規収録。
レスラーの特殊スキルに試合開始直後のクリティカル率が上昇する「秒殺」などのスキルが追加された。
試合ルールを細分化。通常試合の「ノーマル」、KOおよびギブアップのみの試合決着となる格闘技思考の強い「グルーサム」、急所攻撃などに反則を取らず、エニウェアフォール（場外でもフォールカウントが入る）に対応する「ハードコア」、得意技や必殺技の威力が上昇する「アメリカン」の4種類から選択可能

## モード
- ワンナイトマッチ
- ワンナイトトーナメント
- オープンリーグ
- イリミネーションマッチ
- サバイバルマッチ
- オーディエンスマッチ
- エディットモード

## オーディエンスマッチ
7種類のファイトスタイルに合わせて試合をこなし観客の評価を得ることによってランクを上げ、それぞれのスタイルの頂点を目指す。
ルーキーからキャリアをスタートさせ、ミドル、メインイベンターと格を上げ高評価を積み重ねると特別試合に挑むこととなる。
フリースタイル以外はスタイル別に許容される（高評価を得られる）ファイトスタイルと許容されない（低評価になってしまう）ファイトスタイルがある。

### スタイル
- ストロング

打・投・極の技を駆使し攻守共にバランスの取れた試合が好まれる。
- 王道

自らは勿論、対戦相手の力も最大限に発揮させ、それを受けきった上での勝負（カウント2.9の攻防など）が好まれる。
- ショーマン

ショー要素の盛り込まれた試合で観客を魅了するのが基本。自信の得意技や必殺技を使い自信をしっかりアピールして観客にアピールするスタイルが好まれる。
- ストイック

ショーマンとは対極をなす勝負の厳しさを重視する妥協なき格闘技思考のスタイル。
- ルチャ

華麗な飛び技や高度なテクニカル技などで観客を魅了するスタイル。
- ハードコア

凶器攻撃などを許容し流血や場外乱闘などの過激なファイトスタイルが好まれる。
- フリー

基本的にどんなスタイルも許容される。オーディエンスマッチモードのチュートリアル的スタイル。
特別試合までクリアすると、そのスタイル別に隠しレスラーとエディットモードの技制限の解放がされる。

## 関連書籍
- ゲームボーイアドバンス BOOKS『ファイヤープロレスリングA ザ・コンプリート』2001年、ソフトバンクパブリッシング ISBN 4-7973-1619-5